# 21 octobre 1943
Le jeudi 21 octobre 1943 est le 294e jour de l'année 1943.

## Naissances
- Elizabeth Laird, écrivaine britannique
- Elke-Karin Morciniec, cavalière polonaise
- François Soulage, homme politique et président du Secours Catholique
- Jack Calmes (mort le 5 janvier 2015), inventeur américain
- Michel de Warzée, metteur en scène belge
- Nobukatsu Fujioka, historien japonais
- Norbert Spehner, spécialiste franco-canadien des littératures de genre
- Paula Kelly (morte le 8 février 2020), actrice américaine
- Peter Smith (mort le 6 mars 2020), prélat catholique
- Rob Blokzijl (mort le 1 décembre 2015), pionnier de l'Internet en Europe
- Tariq Ali, historien, écrivain et journaliste britannique, d'origine pakistanaise

## Décès
- Blažo Đukanović (né le 26 novembre 1883), militaire yougoslave
- Dudley Pound (né le 29 août 1877), officier de marine britannique
- Frédéric Roman (né le 27 février 1871), géologue et paléontologue français (1871-1943)
- Anne-Marie Huguenin (née le 5 octobre 1875), écrivaine, journaliste et éditrice

## Événements
- Libération de Raymond Aubrac et d'autres résistants, lors d'un coup de force de la Résistance, près de la prison Montluc ;
- Formation du Gouvernement provisoire de l'Inde libre à Singapour. 
  - Un des chefs révolutionnaires, Subhash Chandra Bose, évadé le 19 janvier 1941, lève l'armée nationale indienne composée de prisonniers de guerre (Indian National Army, INA, 1942), et sous l’égide du Japon, forme le Gouvernement provisoire de l'Inde libre (Arzi Hukumat-e-Azad Hind).